# Allehelgensflod 1436
Allehelgensfloden i 1436 var en stormflod der ramte Sønderjyllands midterste kyst ved Allehelgen 1436. Under stormfloden forsvandt blandt andet byen Ejdum på Sild i havet og i den nordfrisiske Tetenbøl druknede mere end 180 mennesker. Beboerne fra Ejdum flygtede vestpå og grundlagde senere Silds nuværende hovedby Vesterland. Pelvorm blev under stormfloden for første gang adskilt fra resten af øen Strand. Først i 1550 blev Pelvorm inddiget igen. Ribe domkapitels protokol berettede om, at et helt sogn ved Møgeltønder forsvandt i bølgerne. Slesvig domkapitel bad pavens koncil i Basel om hjælp fordi det salte hav har taget 60 kirkesogne. 